# Ravdoúcha
Ravdoúcha, en grec moderne : Ραβδούχα, est un village du dème de Plataniás, en Crète, en Grèce. Selon le recensement de 2011, la population de Ravdoúcha compte 107 habitants.